# Orthochromis mosoensis
Orthochromis mosoensis är en fiskart som beskrevs av De Vos och Seegers, 1998. Orthochromis mosoensis ingår i släktet Orthochromis och familjen Cichlidae. IUCN kategoriserar arten globalt som starkt hotad. Inga underarter finns listade i Catalogue of Life.